# Oskar Sjöberg
Oskar Vilhelm Sjöberg, född 19 juli 1906 i Hedvig Eleonora församling i Stockholm, död 9 augusti 1981 i Högalids församling i Stockholm, var en svensk skådespelare.
Oskar Sjöberg är gravsatt i minneslunden på Skogskyrkogården i Stockholm.

## Filmografi
- 1951 – Spöke på semester
- 1951 – Starkare än lagen

## Teater

### Roller (urval)
| År   | Roll                | Produktion                                | Regi             | Teater        |
| ---- | ------------------- | ----------------------------------------- | ---------------- | ------------- |
| 1944 | Sångaren på Miramar | Serenad Staffan Tjerneld och Lajos Lajtai | Leif Amble-Naess | Oscarsteatern |